# 識別標識 (電線)
識別標識(しきべつひょうしき)とは、電気配線の用途や接続先を識別できるようにするための標識を指す。
ここでは、主に色による識別について述べる。

## ISO/JISにあるもの
- 接地線、保護導体(PE) - 緑/黄 (IEC 60446英語版記事)、または緑(JIS C 0446)
- 接地側電線、中性線、中間線(N) - ライトブルー(IEC 60446)、または白(薄い灰色)(JIS C 0446)

これらは、被覆の色であればそれを利用する。これらの色がない場合は、全長にわたって(こちらが望ましい)、あるいは、端末などの要所にこれらの色でマーキングする。
- PEN導体 - 次のいずれか
  - 全長にわたり緑/黄、さらに端末にライトブルー  (IEC 60364-5-51)、または全長にわたり緑、端末に白(薄い灰色)  (JIS C 60364-5-51) - つまり全長にわたりPEの色、端末をNの色にする
  - 全長にわたりライトブルー、さらに端末に緑/黄(IEC 60364-5-51)、または全長にわたり白(薄い灰色)、端末に緑JIS C 60364-5-51) - つまり全長にわたりNの色、端末をPEの色にする

- 緑/黄の組み合わせ(IEC 60446)および緑(JIS C 0446)は接地線以外に使用してはならない。
- 誤使用防止のため、単色の黄および緑は、緑/黄の組み合わせと混乱する恐れがあるところでは使用してはならない。
- 中性線、中間線が使われていない場所では、多芯ケーブル内のライトブルーの電線を接地線を除いた他の目的に使用することができる(実際には白も同じ扱いになっている)。

IEC 60446では、望ましいものとして、緑/黄、ライトブルー、黒、茶、の組み合わせを挙げている。JIS C 0446では日本国内の例として、
(緑、)黒、白、赤、をあげている。
日本国内の屋内電気配線では黒、白、赤、緑を使用することが一般的であり、VVFケーブルを用いて配線する場合には、一般的な黒、白、赤の心線のうち、100V系配線では赤を、200V系配線では白をアースに転用して、末端に緑色のビニールテープを巻くなどして識別する場合がある（ / ）。そのような転用をする必要がない黒、白、緑の3色、または黒、赤、緑の3色の組み合わせのVVFケーブルも存在する。

## その他の規格等にあるもの
- 平成16年版 公共建築工事標準仕様書(国土交通省)

平成16年版 公共建築工事標準仕様書(国土交通省)電気設備工事編 第2編 電力設備工事 1.8.4(b)では、以下のようにされている。
主回路の導体は、表1.8.5により配置し、その端部又は一部に色別を施す。ただし、色別された絶縁電線を用いる場合には、この限りでない。
| 電気方式  | 左右、上下、遠近の別                                        | 赤    | 白           | 黒           | 青    | 白     |
| --------- | ----------------------------------------------------------- | ----- | ------------ | ------------ | ----- | ------ |
| 三相3線式 | 左右の場合 左から 上下の場合 上から 遠近の場合 近いほうから | 第1相 | 接地側 第2相 | 非接地 第2相 | 第3相 | －     |
| 三相4線式 | 左右の場合 左から 上下の場合 上から 遠近の場合 近いほうから | 第1相 | －           | 第2相        | 第3相 | 中性相 |
| 単相2線式 | 左右の場合 左から 上下の場合 上から 遠近の場合 近いほうから | 第1相 | 接地側 第2相 | 非接地 第2相 | －    | －     |
| 単相3線式 | 左右の場合 左から 上下の場合 上から 遠近の場合 近いほうから | 第1相 | 中性相       | 第2相        | －    | －     |
| 直流2線式 | 左右の場合右から 上下の場合上から 遠近の場合近いほうから    | 正極  | －           | －           | 負極  | －     |
[備考]
1. 左右、遠近の別は、正面から見た状態とする。
2. 分岐回路の色別は、分岐前の色別による。
3. 単相2線式の第1相は、黒色とすることができる。
4. 発電回路の非接地第2相は、接続される商用回路の第2相の色別とする。
5. 単相2線式と直流2線式の切替回路2次側は、直流2線式の配置と色別による。

- 社団法人日本電機工業会規格、JEM 1134「配電盤・制御盤の交流の相又は直流の極性による器具及び導体の配置及び色別」においては以下のように規定している。

| 電気方式  | 赤    | 白                         | 青                         | 黒     |
| --------- | ----- | -------------------------- | -------------------------- | ------ |
| 三相3線式 | 第1相 | 接地側 第2相・非接地 第2相 | 第3相                      | -      |
| 三相4線式 | 第1相 | 第2相                      | 第3相                      | 中性相 |
| 単相2線式 | 第1相 | －                         | 接地側 第2相・非接地 第2相 | －     |
| 単相3線式 | 第1相 | －                         | 第2相                      | 中性相 |
| 直流2線式 | P     | －                         | N                          | －     |

- 各電力会社において送電線および配電線（三相3線式）の識別は、各社ごとに異なっている。下記にその違いを示す。

| 電力会社   | 赤    | 白    | 青    | 黒    | 黄    |
| ---------- | ----- | ----- | ----- | ----- | ----- |
| 北海道電力 | 第2相 | 第3相 | 第1相 | －    | －    |
| 東北電力   | 第1相 | 第2相 | －    | 第3相 | －    |
| 東京電力   | 第2相 | 第3相 | －    | 第1相 | －    |
| 北陸電力   | 第1相 | －    | 第3相 | －    | 第2相 |
| 中部電力   | 第3相 | 第2相 | 第1相 | －    | －    |
| 関西電力   | 第1相 | 第3相 | 第2相 | －    | －    |
| 中国電力   | 第1相 | 第2相 | 第3相 | －    | －    |
| 四国電力   | 第1相 | 第2相 | 第3相 | －    | －    |
| 九州電力   | 第2相 | 第1相 | 第3相 | －    | －    |
| 沖縄電力   | 第1相 | 第2相 | 第3相 | －    | －    |

[備考]
1. 上記は標準的な色別であり、営業所ごとに異なる場合がある。
2. ねん架や負荷のバランス調整などにより、相順を入れ替えている場合がある。
3. 色による識別の他、形による識別を行っている電力会社が多い。（第1相：□、第2相：○、第3相：△など）

- 劇場等演出空間電気設備指針では、信号回路に関する接地(機能用接地)の識別として、黄を望ましいとし、かつ端末および適当な場所に、信号回路に関する接地の接地線であることを表示する必要があるとし、以下のように定めている。

| 電気方式  | 赤   | 白          | 黒           | 青  | 白          | 緑又は緑/黄 |
| --------- | ---- | ----------- | ------------ | --- | ----------- | ----------- |
| 三相3線式 | R相  | S相 接地側  | S相 非接地側 | T相 | －          | 接地線      |
| 三相4線式 | R相  | －          | S相          | T相 | N相(中性相) | 接地線      |
| 単相2線式 | L相  | N相 接地側  | －           | －  | －          | 接地線      |
| 単相3線式 | L1相 | N相(中性相) | L2相         | －  | －          | 接地線      |

[備考]
1. 幹線を相別する場合には相の色別に合わせる。
2. 単相2線式のL相は、黒色とすることができる。
3. 赤、白、黒色の3心ケーブルを単相2線式に使用する場合には黒色=L相、白色=中性線、赤色=接地線(両端に緑色テープを巻く)とする。
4. 主回路導体の配置に関しては、左右の場合左からを原則とするが、右からとすることもできる。

## 紛らわしい例
- 日本国内
  - スイッチから灯具にいたる配線は、原則に従えば白ではなく、電源側が黒であれば区別のためそれ以外の色、例えば赤になるべきであるが、2芯ケーブルは白と黒なので、例外規定に準じて、白を使って配線されるなど。[2]

| 第1相 | 第2相 | 第3相 | 中性線 | 接地線 |                                                |
| 赤    | 黄    | 青    | 黒     | 緑     | 英(Pre-1997 IEE)                               |
| 赤    | 黄    | 青    | 黒     | 緑/黄  | 英(Pre-2004 IEE)                               |
| 茶    | 黒    | 灰    | 青     | 緑/黄  | 欧(IEC 60446)                                  |
| 赤    | 白    | 青    | 黒     | 緑     | 豪(日本国内でも丸茂電機旧社内規定などで例有り) |
| 黒    | 赤    | 青    | 白     | 緑     | 米                                             |
| ----- | ----- | ----- | ------ | ------ | ---------------------------------------------- |

## 総括
電気設備は電気事業法、同法に基づく電気設備技術基準に適合していることが要求されている。これらの法律、省令は、法令であるから「守らなければならない基準」である。そして、技術基準においてはおおまかで抽象的表現までしか述べられていないため、さらに「電気設備の技術基準の解釈について」が公表されており、こちらには詳細が具体的表現で述べられている「電気設備の技術基準の解釈について」では、前述のJIS C 0446の準用規定があるため、適用範囲内（適用範囲は交流1000Ｖ以下又は直流1500Ｖ以下）では接地線・保護導体については 緑/黄・緑を、接地側電線・中性線・中間線については ライトブルーまたは白(薄い灰色)を原則的に使用することが推奨されている。
ただし、特別高圧・高圧の電気設備については、以下にあげる法令があるのみである。
- 電気事業法第39条 「事業用電気工作物を設置する者は、事業用電気工作物を経済産業省令で定める技術基準に適合するように維持しなければならない。

前項の経済産業省令は、次に掲げるところによらなければならない。
1．事業用電気工作物は、人体に危害を及ぼし、又は物件に損傷を与えないようにすること。
2．事業用電気工作物は、他の電気的設備その他の物件の機能に電気的又は磁気的な障害を与えないようにすること。
3．事業用電気工作物の損壊により一般電気事業者の電気の供給に著しい支障を及ぼさないようにすること。
4．事業用電気工作物が一般電気事業の用に供される場合にあつては、その事業用電気工作物の損壊によりその一般電気事業に係る電気の供給に著しい支障を生じないようにすること。」
- 電気設備技術基準第4条 「電気設備は、感電、火災その他人体に危害を及ぼし、又は物件に損傷を与えるおそれがないように施設しなければならない。」
- 電気設備技術基準第5条「電路は、大地から絶縁しなければならない・・・以下略」
- 電気事業法第40条　「経済産業大臣は、事業用電気工作物が前条第1項の経済産業省令で定める技術基準に適合していないと認めるときは、事業用電気工作物を設置する者に対し、その技術基準に適合するように事業用電気工作物を修理し、改造し、若しくは移転し、若しくはその使用を一時停止すべきことを命じ、又はその使用を制限することができる。」
- 電気事業法第43条「事業用電気工作物を設置する者は、事業用電気工作物の工事、維持及び運用に関する保安の監督をさせるため、経済産業省令で定めるところにより、主任技術者免状の交付を受けている者のうちから、主任技術者を選任しなければならない。

2、3・・・略
4. 主任技術者は、事業用電気工作物の工事、維持及び運用に関する保安の監督の職務を誠実に行わなければならない。
5. 事業用電気工作物の工事、維持又は運用に従事する者は、主任技術者がその保安のためにする指示に従わなければならない。」
- 電気工事士法第5条 「電気工事士、特種電気工事資格者又は認定電気工事従事者は、一般用電気工作物に係る電気工事の作業に従事するときは電気事業法第56条第1項の経済産業省令で定める技術基準に、自家用電気工作物に係る電気工事の作業（第３条第１項及び第3項の経済産業省令で定める作業を除く。）に従事するときは同法第39条第1項の経済産業省令で定める技術基準に適合するようにその作業をしなければならない。」

以上のごとく、「守らなければならない基準」である法令においても、特別高圧・高圧の電気設備には配線に識別標識をつけよとか配線を色分けせよとは述べられていない。
日本では事業用電気工作物は自主保安体制となっているため、法令に準拠しており電気主任技術者もしくは電気保安法人や電気管理技術者などの委託先が問題ないと判断すれば、配線の識別標識をする必要はないのである。
しかしながら、現実問題として配線に識別標識をしなければ、誤配線による短絡・地絡事故が増え「感電、火災その他人体に危害を及ぼし、又は物件に損傷を与えるおそれがないように施設しなければならない。」あるいは｢電路は、大地から絶縁しなければならない」という法令に適合しなくなる。ゆえに、前述の通り内線規程を含む規格・基準・指針が様々な団体から発行され、配線の識別標識のような法令で規定されていない細部を補足し、推奨しているのである。だが、複数の団体によりまちまちな規格・基準・指針を発行しており、さらに保安規定として独自の社内規定を定めている場合もあるなど非常に紛らわしい事態になっている。
結論として、電気工事などにあたっては検相、検電、図面との照合、および電気主任技術者等を始めとする関係者と、どの規格・基準・指針等を適用するか十分な協議・調整を行うなど、誤結線が生じることのないように行うことこそが重要である。